# Star Trek IV: The Voyage Home (soundtrack)
Star Trek IV: The Voyage Home is de originele soundtrack, gecomponeerd en gedirigeerd door Leonard Rosenman voor de film Star Trek IV: The Voyage Home uit 1986 van Leonard Nimoy. Het album werd uitgebracht in 1986 door MCA Records. Een uitgebreide uitgave verscheen op 13 december 2011 door Intrada Records.

## Tracklijst
Alle muziek is geschreven door Leonard Rosenman, tenzij anders aangegeven.
| 1.                 | Main Title (bevat "Theme from Star Trek" van Alexander Courage)                                          | 2:39 |
| 2.                 | The Whaler                                                                                               | 2:00 |
| 3.                 | Market Street – Yellowjackets (geschreven door Leonard Rosenman, Jimmy Haslip en Russell Ferrante)       | 4:39 |
| 4.                 | Crash-Whale Fugue                                                                                        | 8:15 |
| 5.                 | Ballad Of The Whale – Yellowjackets (geschreven door Leonard Rosenman, Jimmy Haslip en Russell Ferrante) | 5:03 |
| 6.                 | Gillian Seeks Kirk                                                                                       | 2:42 |
| 7.                 | Chekov's Run                                                                                             | 1:19 |
| 8.                 | Time Travel                                                                                              | 1:29 |
| 9.                 | Hospital Chase                                                                                           | 1:13 |
| 10.                | The Probe                                                                                                | 1:17 |
| 11.                | Home Again/End Credits (bevat "Theme from Star Trek" van Alexander Courage)                              | 5:40 |
| Totale duur: 36:16 | |      |

### Uitgebreide uitgave (Intrada Records, 2011)
| 1.                 | Logo/Main Title (bevat thema uit "Theme from Star Trek" van Alexander Courage)                                                       | 2:52 |
| 2.                 | Starfleet Command/On Vulcan/Spock/Ten Seconds of Tension                                                                             | 1:40 |
| 3.                 | The Probe | 1:16 |
| 4.                 | The Probe—Transition/The Take-Off/Menace of the Probe/Clouds and Water/Crew Stunne                                                   | 3:08 |
| 5.                 | Time Travel | 1:28 |
| 6.                 | Market Street– Yellowjackets (geschreven door Leonard Rosenman, Jimmy Haslip en Russell Ferrante)                                    | 4:38 |
| 7.                 | In San Francisco | 2:01 |
| 8.                 | Chekov's Run | 1:21 |
| 9.                 | Gillian Seeks Kirk | 2:42 |
| 10.                | Hospital Chase | 1:14 |
| 11.                | The Whaler | 2:00 |
| 12.                | Crash/Whale Fugue | 8:38 |
| 13.                | Kirk Freed | 0:44 |
| 14.                | Home Again/End Credits (bevat "Theme from Star Trek" van Alexander Courage)                                                          | 5:39 |
| 15.                | Ballad of the Whale (geschreven door Leonard Rosenman, Jimmy Haslip en Russell Ferrante)                                             | 4:59 |
| 16.                | Main Title (alternate) (bevat "Theme from Star Trek" van Alexander Courage)                                                          | 2:56 |
| 17.                | Time Travel (alternate) | 1:29 |
| 18.                | Chekov's Run (album ending) | 1:19 |
| 19.                | The Whaler (alternate) | 2:05 |
| 20.                | Crash/Whale Fugue (album track) | 8:15 |
| 21.                | Home Again/End Credits (alternate) (bevat "Theme from Star Trek" van Alexander Courage)                                              | 5:16 |
| 22.                | Main Title (album track) (bevat "Theme from Star Trek" van Alexander Courage)                                                        | 2:40 |
| 23.                | Whale Fugue (alternate) | 1:05 |
| 24.                | I Hate You (contains explicit lyrics) (geschreven door Edge Of Etiquette, Mark Mangini (arrangementen) en Kirk Thatcher (songtekst)) | 1:59 |
| Totale duur: 71:24 | |      |

## Prijzen en nominaties
| Jaar | Prijs                   | Categorie              | Genomineerde(n)  | Uitslag     |
| ---- | ----------------------- | ---------------------- | ---------------- | ----------- |
| 1987 | Academy Awards (Oscars) | Beste originele muziek | Leonard Rosenman | Genomineerd |